# C9orf72
C9orf72 (chromosome 9 open reading frame 72, cadre de lecture ouvert 72 sur le chromosome 9) est un gène codant  chez  l’être humain pour la protéine homonyme  C9orf72.
Le gène C9orf72 se situe sur le bras court (p) du chromosome 9, au niveau du cadre de lecture ouvert 72 depuis la paire de bases 27 546 542 jusqu’à la paire de bases 27 573 863. Son locus se trouve en 9p21.2.
La protéine C9orf72 se retrouve dans de nombreuses régions du cerveau, dans le cytoplasme des neurones ainsi que dans leurs terminaisons synaptiques. Les maladies causées par les mutations du gène C9orf72 ont été découvertes par deux équipes de chercheurs indépendantes, celle de Rosa Rademakers de la  Mayo Clinic et celle de  Bryan Traynor du National Institutes of Health, et ont été publiées pour la première fois en octobre 2011,. Les mutations du gène C9orf72 sont d’importance particulière car il s’agit du mécanisme pathogénique le plus fréquemment observé en relation avec des formes familiales de DFT/DLFT et/ou de SLA.

## Interactions
Il a été démontré que C9orf72 interagit avec les gènes suivants :
- ELAVL1 (en)[8]
- UBC (gène) (en)[8]